# Стефан, Ральф
Ральф Уильям Стефан младший (англ. Ralph William Stephan Jr.; 16 ноября 1928, Кливленд, Огайо — 30 апреля 2018, Маунт-Шаста, Калифорния) — американский гребец, выступавший за сборную США по академической гребле в конце 1940-х годов. Участник летних Олимпийских игр в Лондоне. Также известен как дипломат.

## Биография
Ральф Стефан родился 16 ноября 1928 года в Кливленде, штат Огайо, США. Серьёзно заниматься академической греблей начал во время учёбы в Йельском университете, состоял в университетской гребной команде «Йель Булдогс» из Нью-Хейвена, с которой неоднократно становился победителем и призёром различных студенческих регат.
Пик его спортивной карьеры пришёлся на 1948 год, когда он вошёл в основной состав американской национальной сборной и благодаря череде удачных выступлений удостоился права защищать честь страны на летних Олимпийских играх в Лондоне. Вместе с напарником Джоном Уэйдом стартовал в зачёте распашных безрульных двоек — выбыл из борьбы за медали уже на предварительном этапе, не сумев пройти отбор в полуфинальную стадию.
В 1951 году окончил Йельский университет, получив степень в области экономики. Продолжил изучение экономики в Кембриджском университете, затем изучал африканистику в Северо-Западном университете.
Служил в Военно-морских силах США. В течение 30 лет находился на дипломатической службе, был советником по экономическим, политическим и административным вопросам в американских посольствах в Ливии, Нигерии, Марокко, Японии, Алжире и Бельгии. Представлял Соединённые Штаты в Организации объединённых наций. Помимо английского владел французским, арабским, испанским и японским языками.
Был женат, имел сына и дочь. На протяжении всей жизни любил играть в теннис.
Умер 30 апреля 2018 года в Маунт-Шаста в возрасте 89 лет.